# أحمد عيد (لاعب كرة قدم مواليد 2001)
أحمد عيد، لاعب كرة قدم مصري، ولد في عام 2001 بمركز طامية بالفيوم، وبدأ لعب الكرة بشكل شبه احترافي في مركز شباب أرض اللواء عام 2011. ثم لعب عيد للنادي الأهلي حتى 2014 ولكنه لم ينضم لقائمة مواليد 2001 في ذلك العام.

## 2015 مع الناشئين
في عام 2015، شارك عيد في بعض مباريات منطقة الجيزة قبل اللعب في بطولة كأس زايد للناشئين في الإمارات، والتي حصدها الفريق أمام الهلال السعودي وحينها سجل عيد هدفين رغم لعبه في مركز الظهير الأيمن.

## مساهماته
- كأس السوبر المصري (2020)
- كأس السوبر الأفريقي (2020)